# Rainer Blum
Rainer Blum (* 18. Januar 1960 in Augsburg) ist ein ehemaliger deutscher Eishockeyspieler.

## Karriere
Rainer Blum spielte von 1978 bis 1992 durchgehend in der Eishockey-Bundesliga. Seine Karriere begann in den Nachwuchsmannschaften des Augsburger EV. Im Alter von 17 Jahren debütierte er für den AEV in der ersten Herrenmannschaft, die damals an der  2. Bundesliga teilnahm. Am Saisonende schaffte er mit der Herrenmannschaft den Aufstieg in die Bundesliga.
1979 folgte der Wechsel zum SB DJK Rosenheim, für den er in 46 Einsätzen drei Scorerpunkte erzielte. 1980 wurde er vom Mannheimer ERC verpflichtet, für den er drei Saisons spielte und 1983 Vizemeister wurde. 1983 holte ihn der Sportbund Rosenheim zurück, mit dem er zweimal Deutscher Meister – 1985 und 1989, sowie dreimal Vizemeister wurde. Blum zählte sowohl beim Sportbund, als auch beim MERC, zu den Leistungsträgern innerhalb der Mannschaft. Seine punktbeste Saison in der Bundesliga spielte er 1981/82 in Mannheim, als er 34 Scorerpunkte in 51 Spielen erzielte. In der Meisterschaftssaison des Sportbund Rosenheim 1984/85 war Blum der Führungsspieler in der Abwehr und mit 15 Toren der beste Torschütze aller Verteidiger des Teams.
Zwischen 1992 und 1995 gehörte er dem Kader des EHC Klostersee an, für den er in der Oberliga und 1. Liga spielte, ehe er 1995 seine Spielerkarriere beendete.
Zurzeit ist er Betreiber einer Golfanlage in Rosenheim sowie Geschäftsführer des Online-Handels Sales2Friends.com.

### International
Rainer Blum vertrat die BR Deutschland bei zwei Weltmeisterschaften der U20-Junioren – 1979 und 1980. 1982 wurde er das erste Mal in den Kader der deutschen Nationalmannschaft berufen und nahm am Iswestija Cup in Moskau teil. 1985 und 1986 gehörte er dem Weltmeisterschaftskader der Herrenauswahl an und absolvierte im Verlauf der beiden Turniere insgesamt 20 Spiele. 1984 erhielt die deutsche Nationalmannschaft eine Einladung für den Canada Cup 1984 und Blum wurde für dieses Turnier aufgeboten. Blum wurde in fünf Spielen eingesetzt und gab eine Torvorlage im Turnierverlauf. Blum absolvierte insgesamt 68 Länderspiele für die BR Deutschland.

## Karrierestatistik

### International
Vertrat Deutschland bei:
- Junioren-Weltmeisterschaft 1979
- Junioren-Weltmeisterschaft 1980
- Iswestija Cup 1982
- Iswestija Cup 1984
- Canada Cup 1984
- Weltmeisterschaft 1985
- Weltmeisterschaft 1986

(Legende zur Spielerstatistik: Sp oder GP = absolvierte Spiele; T oder G = erzielte Tore; V oder A = erzielte Assists; Pkt oder Pts = erzielte Scorerpunkte; SM oder PIM = erhaltene Strafminuten; +/− = Plus/Minus-Bilanz; PP = erzielte Überzahltore; SH = erzielte Unterzahltore; GW = erzielte Siegtore; 1 Play-downs/Relegation; Kursiv: Statistik nicht vollständig)